# صموئيل أرشيبالد
صموئيل أرشيبالد هو كاتب كندي، ولد في 1978 في أرفيدة ‏ في كندا.